# سنجر
سنجر قرية فلسطينية، وتعتبر اليوم من ضواحي مدينة دورا، وتتبع مجلس بلدي دورا ،تقع جنوب غرب محافظة الخليل، وتبعد عن مركزها قرابة 7 كم. تضم القرية بقايا مواقع أثرية تعود لعصر العرب الكنعانيون عندما قدموا واستوطنوا أرض الخليل وبنوها.